# زیر گنبد (فیلم)
زیر گنبد (چینی ساده: 穹顶之下; پین‌یین: Qióngdǐng zhī xià) یک مستند چینی محصول سال ۲۰۱۵ است که با بودجهٔ شخصی چای جینگ، روزنامه‌نگار سابق تلویزیون مرکزی چین، و مینگ فان، کارگردان مستند و شریک کاری طولانی‌مدت او در CCTV، در مورد آلودگی هوا در چین ساخته شده است. این ویدیو ظرف سه روز پس از انتشار، بیش از ۱۵۰ میلیون بار در تنسنت مشاهده شد و تا چهار روز بعد که از دسترس خارج شد، ۱۵۰ میلیون بار دیگر نیز مشاهده شده بود.
چای جینگ ساخت این مستند را زمانی آغاز کرد که دختر هنوز متولد نشده‌اش دچار توموری در رحم شد که خیلی زود پس از تولدش باید برداشته می‌شد. چای آلودگی هوای چین را عامل این تومور می‌داند. این فیلم ترکیبی از قالب سخنرانی با روایت‌های شخصی، مصاحبه‌های تخصصی و تصاویر کارخانه در محل است. این فیلم را بارها به فیلم یک حقیقت ناراحت‌کننده اثر ال گور تشبیه کرده‌اند. محققان به شباهت‌هایی در رویکرد آموزشی آنها، ادغام داده‌های علمی با تصاویر جذاب، و هدف مشترکشان در برانگیختن گفتمان عمومی و اقدام سیاسی در مورد بحران‌های زیست‌محیطی اشاره می‌کنند. این فیلم آشکارا از شرکت‌های انرژی دولتی، تولیدکنندگان فولاد و کارخانه‌های زغال‌سنگ انتقاد می‌کند و همچنین ناتوانی وزارت حفاظت از محیط زیست را در اقدام علیه آلوده‌کنندگان بزرگ نشان می‌دهد.

## طرح

کارخانه‌ای در کنار رودخانهٔ یانگ‌تسه، چین

چای نتایج تحقیقات یک سالهٔ خود را عمدتاً در قالب یک سخنرانی ارائه می‌دهد، که یادآور فیلم یک حقیقت ناراحت‌کننده اثر ال گور است. مه‌دود بزرگ در سال ۱۹۵۲ در لندن به عنوان مدرک تاریخی مورد استفاده چای در ساخت فیلمش قرار گرفت. او فیلم‌ها و داده‌هایی از بازدیدهای کارخانه‌ها و مصاحبه‌ها با مقامات دولتی، کارشناسان محیط زیست و صاحبان مشاغل را فاش می‌کند. وی همچنین با مقامات لندن و لس‌آنجلس در مورد چگونگی مدیریت شهرهای مربوطه‌شان در مواجهه با مسائل تاریخی آلودگی صحبت می‌کند. او می‌گوید که کینهٔ شخصی نسبت به مه‌دود دارد و تصمیم می‌گیرد به سه سؤال پاسخ دهد: مه‌دود چیست؟ از کجا می‌آید؟ و ما در مورد آنچه کاری می‌توانیم انجام دهیم؟ ارائهٔ او به سبک سخنرانی‌های تد، که با انیمیشن‌ها، مصاحبه‌ها و مصورسازی داده‌ها آمیخته شده است، شیوه‌ای ترکیبی از روزنامه‌نگاری زیست‌محیطی را شکل می‌دهد که به عنوان یک جذابیت استراتژیک برای احساسات و اقتدار علمی تفسیر شده است. در ادامهٔ این فیلم ۱۰۴ دقیقه‌ای به سبک تد تاک، او با استفاده از انیمیشن‌ها، نمودارها، مصاحبه‌ها، کلیپ‌های تاریخی و بازدید از مکان‌ها به این سؤالات پاسخ می‌دهد.
در این مستند، چای دو شخصیت کودک را به تصویر می‌کشد، یکی دختر نوزادش در پکن و دیگری دختری شش ساله در شانشی، که هر دو قربانی آلودگی هوا هستند. چای با داستان تومور دخترش در رحم و برداشتن آن اندکی پس از تولدش شروع می‌کند. چای ادعا می‌کند که این تومور ناشی از آلودگی هوا بوده است. او باید دخترش را در روزهایی که کیفیت هوا به‌طور خاص بد است، «مثل یک زندانی» در خانه نگه دارد، که اندازه‌گیری‌های چای نشان می‌دهد حدود نیمی از روزهای سال ۲۰۱۴ در این شرایط بوده‌اند. چای در مصاحبه‌اش با کودک شش ساله می‌پرسد: «تا حالا ستارهٔ واقعی دیدی؟» کودک پاسخ می‌دهد: «نه». چای می‌پرسد: «آسمان آبی چی؟» دختر می‌گوید: «من یکی دیده‌ام که کمی آبی است». چای می‌پرسد: «ابرهای سفید چطور؟» کودک پاسخ می‌دهد: «نه، ندیده‌ام».
این فیلم نشان می‌دهد که چین در حال شکست در «جنگ علیه آلودگی» است، جنگی که رسماً توسط نخست‌وزیر لی کچیانگ در ۵ مارس ۲۰۱۴ آغاز شد. او طرفدار پاکسازی انرژی کثیف در چین تا حد استانداردهای فعلی ایالات متحده، با شستشوی زغال‌سنگ، استفاده از نفت با کیفیت بهتر، نصب فیلتر و سایر فناوری‌های پاکسازی است. او طرفدار جایگزینی زغال‌سنگ، کثیف‌ترین منبع انرژی، با گاز طبیعی و نفت است. اهداف فیلم او شامل شرکت‌های نفتی دولتی مانند شرکت ملی نفت چین است که همچنین موضوع سرکوب ضد فساد دولت بوده است. چای همچنین از پتروچاینا و ساینوپک انتقاد می‌کند. این فیلم نشان می‌دهد که چگونه شرکت‌های دولتی مانند پتروچاینا و ساینوپک به دلیل ارتباطات سیاسی و نفوذ اقتصادی، استانداردهای تولید سهل‌گیرانه‌ای را تعیین می‌کنند و در برابر اجرای مقررات مقاومت می‌کنند. تولیدکنندگان فولاد و کارخانه‌های زغال‌سنگ نیز برای به حداکثر رساندن سود، مقررات را نادیده می‌گیرند. چای به همراه یک بازرس دولتی برای اندازه‌گیری سطح آلاینده‌ها از یک تولیدکنندهٔ فولاد در استان هه‌بئی بازدید می‌کند. ماه‌ها بعد، هنوز جریمه‌هایش را پرداخت نکرده است، اما یک مقام استانی به او می‌گوید که تعطیلی چنین کارخانه‌هایی و فدا کردن اشتغال به خاطر محیط زیست امکان‌پذیر نیست.
در اواخر فیلم، چای از افراد می‌خواهد که مسئولیت‌پذیر باشند. او یک رستوران را متقاعد می‌کند که از تجهیزات سازگار با محیط زیست استفاده کند. او می‌گوید: «تاریخ اینگونه ساخته می‌شود. روزی هزاران نفر از مردم عادی می‌گویند: «نه، من راضی نیستم، نمی‌خواهم منتظر بمانم. می‌خواهم برخیزم و کاری کوچک انجام دهم»».